# Progressione del record italiano della mezza maratona maschile

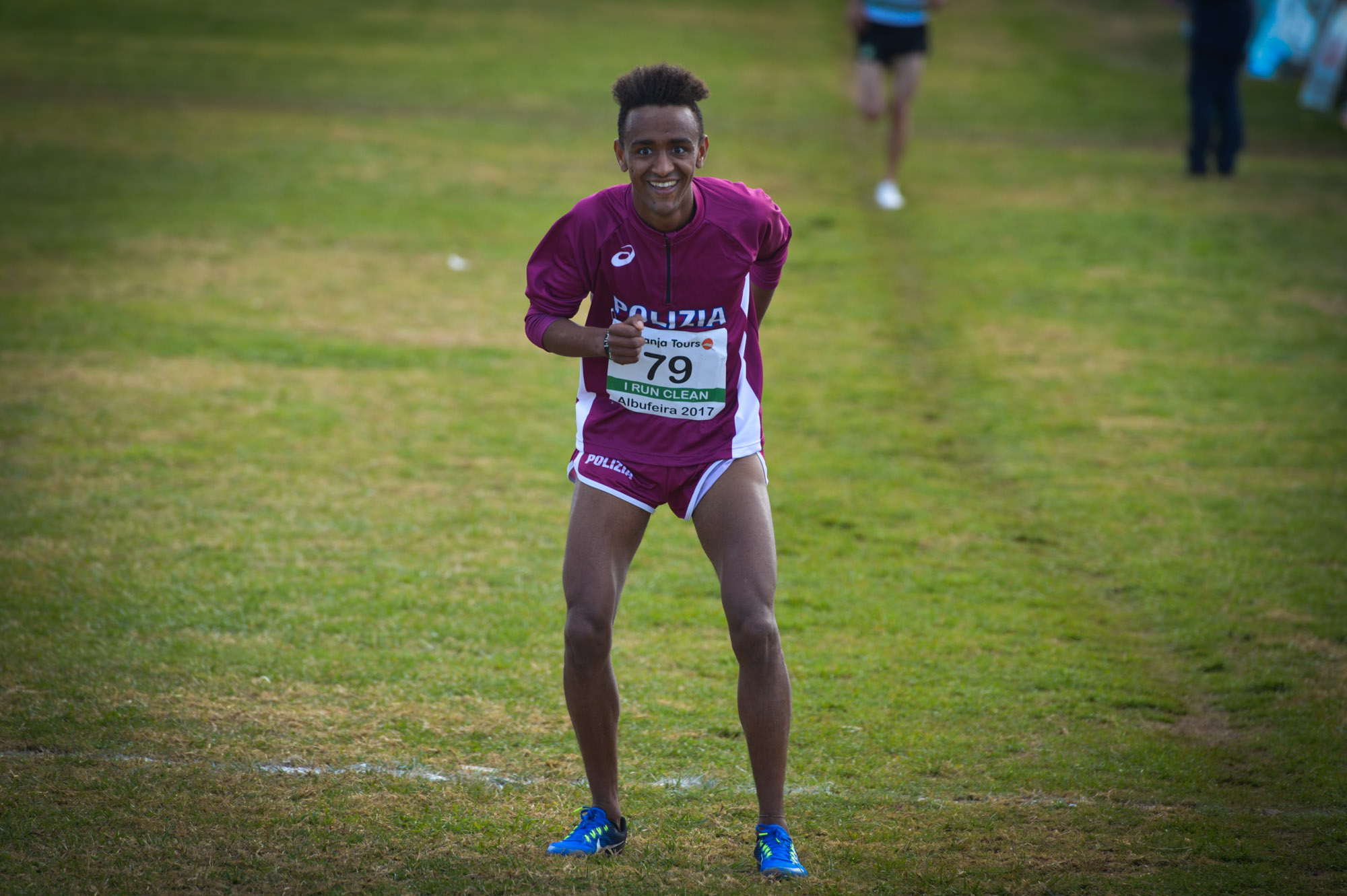
Yemaneberhan Crippa, detentore del record italiano della mezza maratona dal 2022.

La voce seguente illustra la progressione del record italiano della mezza maratona maschile di atletica leggera.
Il primo record italiano maschile sulla distanza dei 21,097 km venne ratificato il 2 ottobre 1983.

## Progressione
| Tempo    | Atleta              | Società                        | Luogo   | Data             | Note |
| -------- | ------------------- | ------------------------------ | ------- | ---------------- | ---- |
| 1h02'07" | Gianni Poli         | Club Sportivo San Rocchino     | Ferrara | 2 ottobre 1983   |      |
| 1h01'52" | Alberto Cova        | Pro Patria Pierrel             | Milano  | 6 maggio 1984    |      |
| 1h01'48" | Francesco Panetta   | Pro Patria Osama Milano        | Monza   | 22 febbraio 1987 |      |
| 1h01'03" | Vincenzo Modica     | Gruppo Sportivo Fiamme Oro     | Milano  | 3 aprile 1993    |      |
| 1h00'56" | Stefano Baldini     | Calcestruzzi Corradini Rubiera | Roma    | 13 febbraio 1997 |      |
| 1h00'20" | Rachid Berradi      | Gruppo Sportivo Forestale      | Milano  | 13 aprile 2002   |      |
| 1h00'07" | Eyob Faniel         | Gruppo Sportivo Fiamme Oro     | Siena   | 28 febbraio 2021 |      |
| 59'26"   | Yemaneberhan Crippa | Gruppo Sportivo Fiamme Oro     | Napoli  | 27 febbraio 2022 |      |